# Hirzenach
De plaats Hirzenach is schilderachtig gelegen aan de linker oever van de Rijn tegen de helling van het Rijnlands leisteenplateau en is een van de tien Ortsbezirken van de stad Boppard. Sinds 31 december 1975 hield Hirzenach als zelfstandige gemeente op te bestaan en werd het bij Boppard gevoegd. De plaats heeft een halte aan de spoorlijn Linke Rheinstrecke.

## Geografie
Hirzenach ligt tussen Sankt Goar en Bad Salzig. De plaats ligt centraal in het werelderfgoed van UNESCO "Boven Midden-Rijndal", een geliefde streek bij toeristen vanwege de fraaie kastelen, historische steden, wijngaarden en landschapsschoon.

## Geschiedenis
In het begin van de 12e eeuw werd door keizer Hendrik V een stuk grond aan de Benedictijnse abdij te Siegburg overgedragen met de opdracht om er een klooster op te richten. Paus Paschalis II verleende in 1109 de gerechtelijke bekrachtiging aan de schenking. Tegenwoordig getuigt de nog voor 1110 gebouwde romaanse Sint-Bartholomeüskerk van de destijds opgerichte proosdij. In 1802 werd de proosdij als gevolg van de secularisatie opgeheven, de kloosterkerk is sindsdien de parochiekerk van het dorp. Samen met het voormalige 18e-eeuwse proosdijgebouw, de in de 19e eeuw (ten zuidoosten van de voormalige kloosterkerk gelegen) tot de Villa Brosius verbouwde oorspronkelijke parochiekerk en de barokke proosdijtuin behoort de Bartholomeüskerk tot de belangrijkste bezienswaardigheden van het dorp.
Oorspronkelijk bestond het dorp uit twee afzonderlijke, aan elkaar grenzende nederzettingen: Niederhirzenach en Oberhirzenach. In twee afzonderlijke zittingen stemden de raden van de dorpen op 8 augustus 1924 in met een samenvoeging tot één gemeente Hirzenach.
In de Tweede Wereldoorlog werd het dorp tot tweemaal getroffen door bombardementen. In de nacht van 11 op 12 augustus 1942 dropten Britse vliegtuigen hun waarschijnlijk voor de stad Mainz bestemde bommenlast boven Hirzenach, waardoor 7 burgers het leven lieten; 7 huizen werden volledig verwoest en 47 beschadigd. Een tweede (ditmaal Amerikaans) bombardement vond plaats 19 september 1944 waarbij 5 burgers stierven.  
Tot in de jaren 1960 werd Hirzenach omgeven door wijngaarden. Het zware werk op de steile hellingen bij Hirzenach en de geringe opbrengsten deden de wijngaarden in rap tempo verdwijnen. Tegenwoordig kent het dorp nog één wijngaard.
In de pastorie van Hirzenach (het voormalige proosdijgebouw) zetelt sinds 1988 de door Lea Ackermann, een missiezuster van Onze-Lieve-Vrouwe van Afrika, opgerichte hulporganisatie SOLWODI (Solidarity with Women in Distress).

## Afbeeldingen

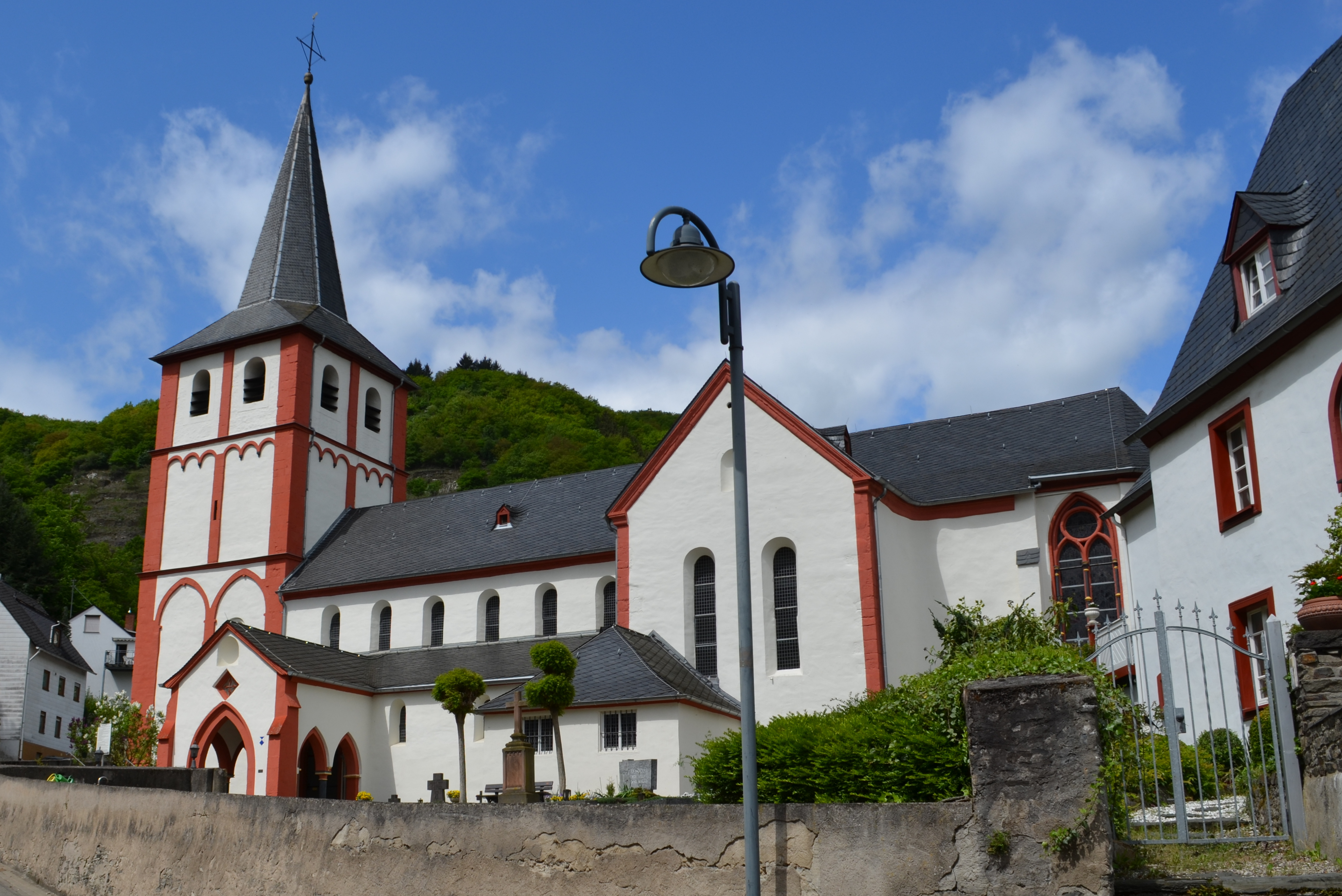
Bartholomeüskerk
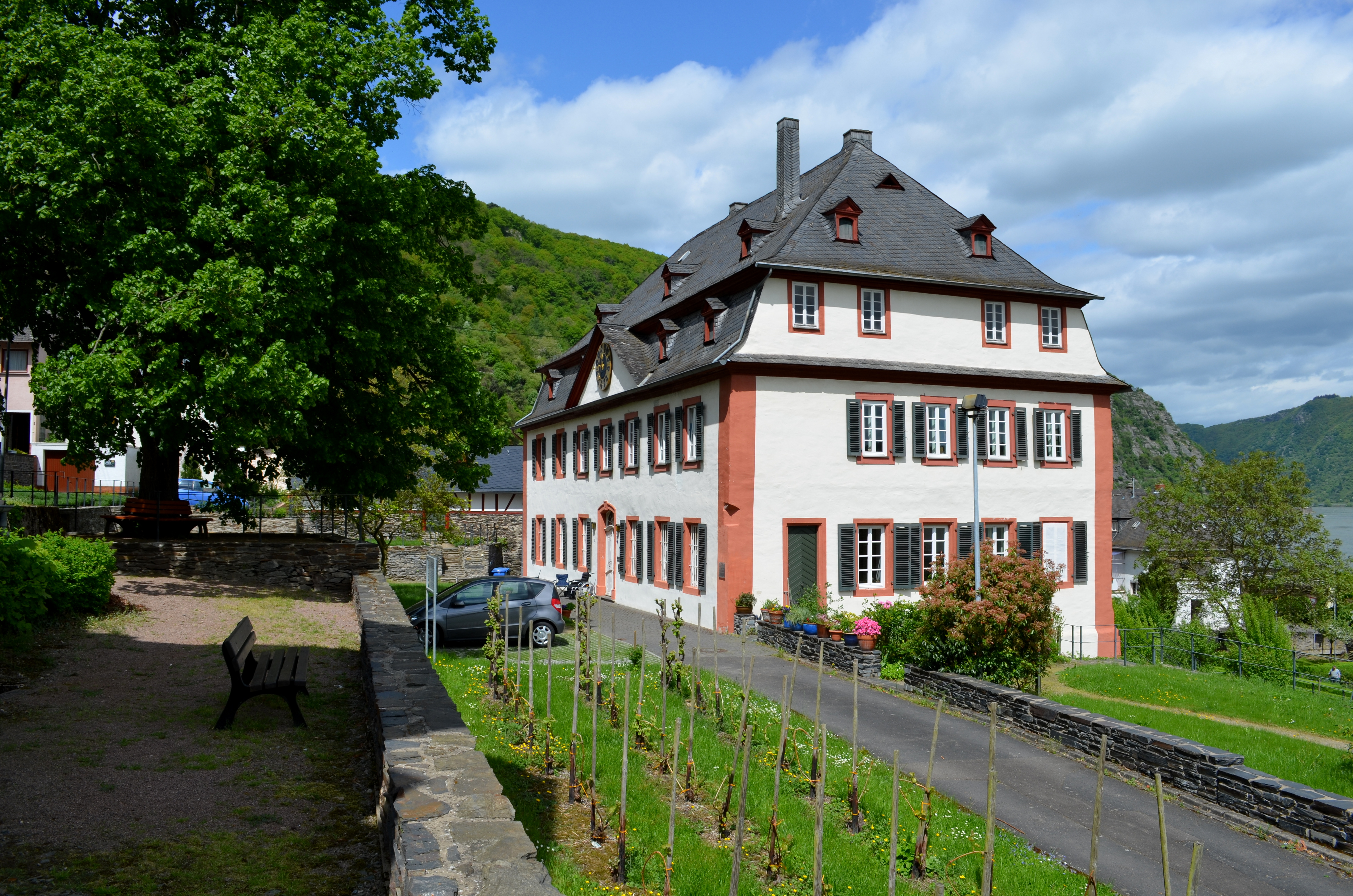
Proosdijgebouw
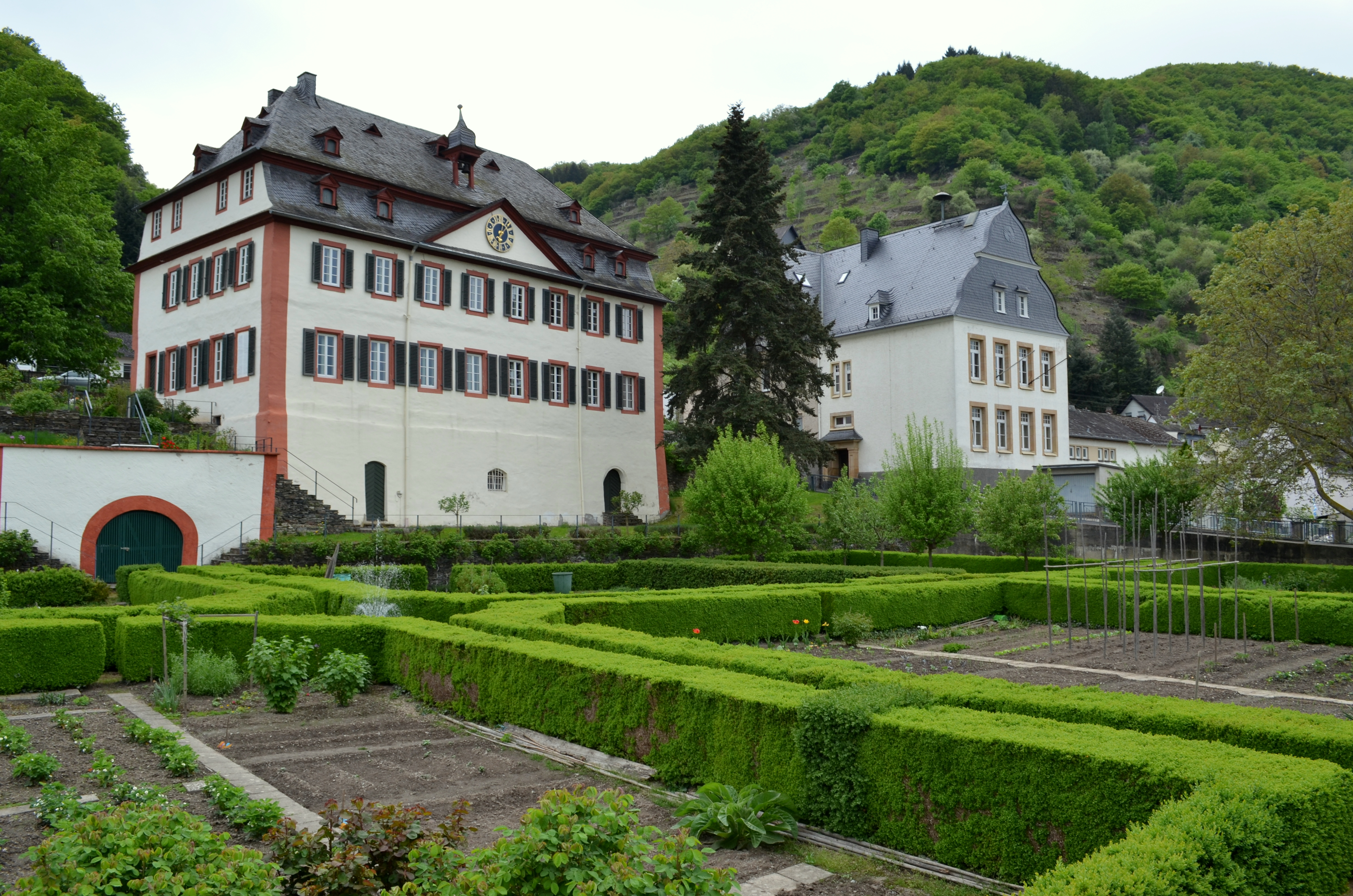
Proosdijtuin
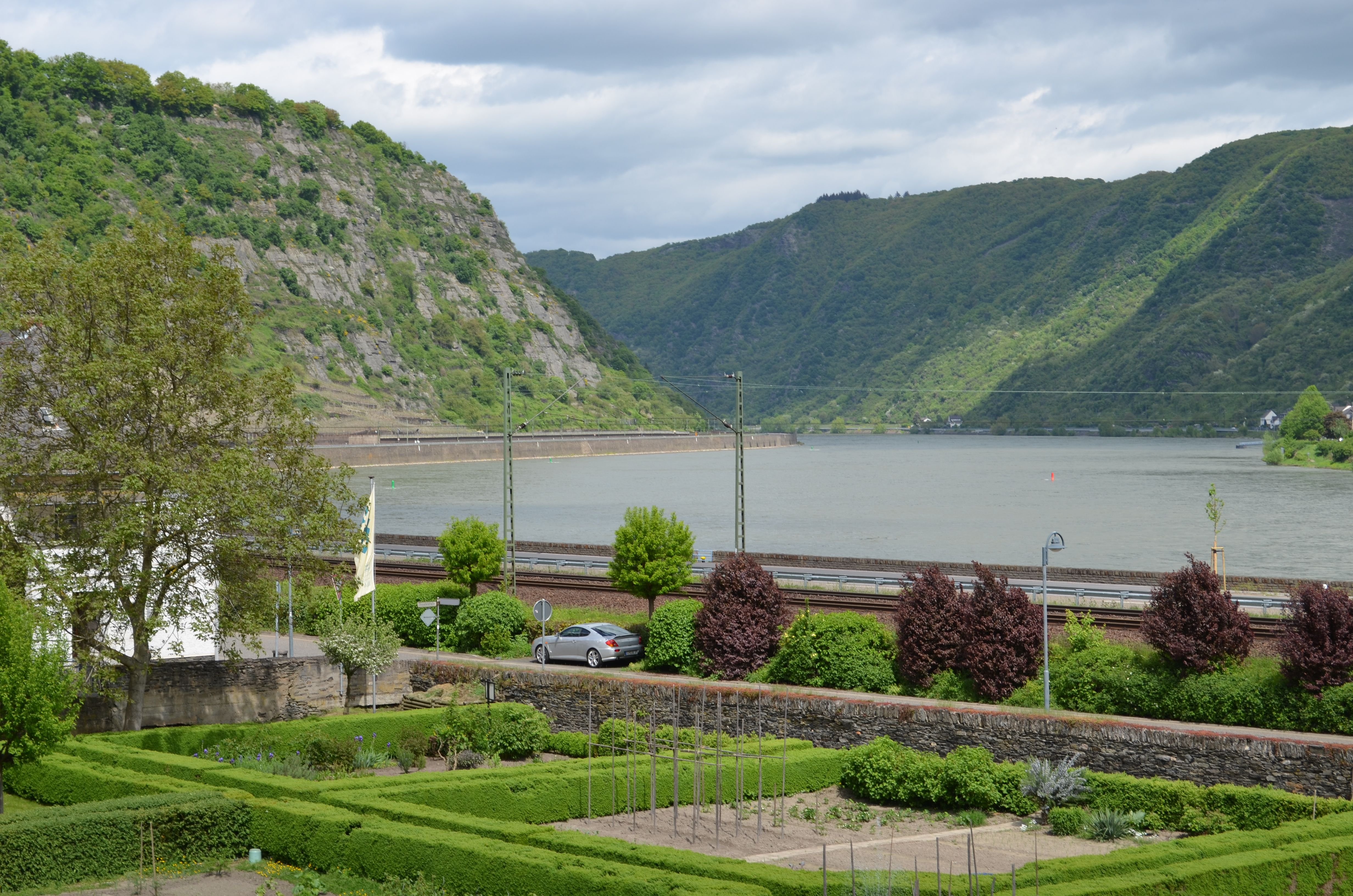
Rijnzicht bij Hirzenach